# نصرالله عبداللهی
نصرالله عبداللهی (زاده ۱۰ مهر ۱۳۲۹ اهواز) سرپرست باشگاه فوتبال استقلال تهران، بازیکن پیشین این تیم و تیم ملی فوتبال ایران و مربی و کارشناس فوتبال است. عبداللهی در سال ۱۳۴۹ از راه‌آهن و به صورت قرضی به درخواست رایکوف به این تیم پیوست و با تاج قهرمان لیگ قهرمانان آسیا ۱۹۷۰ شده‌است او در جام جهانی ۱۹۷۸ آرژانتین مدافع فیکس تیم ملی فوتبال ایران بود. عبداللهی درجام ملت‌های آسیا ۱۹۷۲ و جام ملت های آسیا ۱۹۷۶ به همراه تیم ملی فوتبال ایران قهرمان شد و با ایران در فوتبال المپیک ۱۹۷۶ مونترال شرکت کرد.(در آن سال ایران تا یک چهارم نهایی پیش رفت و از شوروی شکست خورد.)

## پیشینه باشگاهی
نصرالله عبداللهی دهم مهر ماه ۱۳۲۹ در اهواز به دنیا آمد. عبداللهی از جمله بازیکنانی است که فوتبال خود را دیر آغاز کرد، اما با تلاش منحصربه‌فردی که داشت توانست خیلی زود نام خود را سر زبان‌ها بیندازد و به عنوان یک مدافع قدرتمند و مستحکم در فوتبال ایران معرفی گردد.
تیم اول او حمید بود و از همین تیم به گارد پیوست، سپس پیراهن راه‌آهن را پوشید. بازی‌های عبداللهی در ترکیب راه‌آهن نظر کادر فنی باشگاه تاج را به او جلب کرد. انتقال عبداللهی به تاج نقطه عطف دوران بازیکنی او بود و عبداللهی برای سال‌ها بدل به مدافع ثابت این تیم و تیم ملی فوتبال ایران شد. عبداللهی در اواخر دوران فوتبال قهرمانی کاپیتان و همه‌کاره تیم شاهین تهران بود.
عبداللهی در سال‌های ۱۳۴۸ و ۱۳۴۹ مدافع تیم قهرمان ایران بوده‌است. در سال ۱۹۷۰ (۱۳۴۹) با تاج ، لیگ قهرمانان آسیا را فتح کرد و یک سال بعد مقام سومی باشگاه‌های آسیا را با تاج به دست آورد. قهرمانی جام حذفی با تیم‌های تاج و شاهین از دیگر افتخارات اوست. نصرالله عبداللهی آخرین کاپیتان پیش از انقلاب و نخستین کاپیتان پس از انقلاب تیم ملی ایران بوده‌است  و همراه با ملی‌پوشان در جام جهانی ۱۹۷۸ حضور داشته‌است.
عبداللهی در صعود تیم فوتبال ایران به المپیک‌های مونترال و مسکو از اعضای تیم ملی ایران بود و در تیم ملی جوانان و تیم ملی امید نیز نقش پررنگی ایفا کرده‌است.

## مربی‌گری
نصرالله عبداللهی ابتدا در سال ۱۳۶۴ به عنوان سرمربی باشگاه شاهین سوسرا  انتخاب شد و یکبار دیگر این تیم را به رده اول فوتبال تهران رساند و دو بار پیاپی مقام نایب قهرمان تهران را به‌دست آورد، همچنین در فصل (۱۳۷۴–۱۳۷۳) سرمربی تیم فوتبال باشگاه استقلال در لیگ آزادگان بود. بهتاش فریبا دستیار عبداللهی در آن فصل بود. عبداللهی سابقه مربی‌گری تیم فوتبال سایپا را نیز در کارنامه دارد و با این تیم در سال ۱۹۹۵ به مقام چهارم آسیا رسید.
عبداللهی چند فصل نیز سرپرستی تیم استقلال را بر عهده داشته است.

## افتخارات
به عنوان بازیکن
- قهرمان جام باشگاه های تهران سال ۱۳۵۰ به همراه تاج
- قهرمانی جام باشگاه های ایران(جام منطقه ایی)سال ۱۳۴۹ به همراه تاج
- قهرمانی جام میلز هندوستان ۱۳۴۹ به همراه تاج
- قهرمانی جام باشگاه های آسیا ۱۳۴۹ به همراه تاج
- مقام سوم جام باشگاه های آسیا ۱۳۵۰ به همراه تاج
- قهرمانی جام میلز هندوستان ۱۳۵۰ به همراه تاج
- قهرمانی تورنمنت دوستی ۱۳۵۱ به همراه تاج
- قهرمانی جام باشگاه های تهران ۱۳۵۱ به همراه تاج
- قهرمانی تورنمنت دوستی ۱۳۵۲ به همراه تاج
- نایب قهرمانی باشگاه های ایران(جام تخت جمشید) ۱۳۵۲ به همراه تاج
- قهرمانی باشگاه های ایران (جام تخت جمشید) ۱۳۵۳ به همراه تاج
- مقام سومی جام اسپندی ۱۳۵۸ به همراه شاهین
- قهرمانی مسابقات گروهی (رده بندی دسته اول تهران) ۱۳۵۹ به همراه شاهین
- قهرمانی جام حذفی فوتبال ایران به همراه استقلال
- قهرمانی جام حذفی فوتبال ایران ۱۳۶۰ به همراه شاهین
- حضور در جام جهانی ۱۹۷۸ آرژانتین به همراه تیم ملی ایران
- قهرمانی و حضور در جام ملت های آسیا ۱۹۷۲ به همراه تیم ملی ایران
- قهرمانی و حضور در جام ملت های آسیا ۱۹۷۶ به همراه تیم ملی ایران
- حضور در المپیک مونترال ۱۹۷۶ به همراه تیم ملی ایران
- قهرمانی انتخابی جام جهانی ۱۹۷۸ منطقه آسیا اقیانوسیه ۱۳۵۶ به همراه تیم ملی ایران
- مقام سومی تورنمنت چهارجانبه باشگاه رئال مادرید سال ۱۳۵۶ به همراه تیم ملی ایران

به عنوان سرمربی
- دوبار نایب قهرمانی لیگ برتر فوتبال تهران به همراه شاهین

به عنوان دستیار
مقام چهارم جام باشگاه های آسیا به همراه سایپا
به عنوان سرپرست
قهرمانی لیگ برتر خلیج فارس ۱۴۰۱-۱۴۰۰ به همراه استقلال